# Midway (Kentucky)
Pour les articles homonymes, voir Midway.
La ville de Midway est située dans le comté de Woodford, dans l’État du Kentucky, aux États-Unis. Sa population, qui s’élevait à 1 641 habitants lors du recensement de 2010, est estimée à 1 706 habitants en 2016.

## Source
- (en) Cet article est partiellement ou en totalité issu de l’article de Wikipédia en anglais intitulé « Midway, Kentucky » (voir la liste des auteurs).